# Spilocuma salomani
Spilocuma salomani är en kräftdjursart som beskrevs av Watling 1977. Spilocuma salomani ingår i släktet Spilocuma och familjen Bodotriidae. Inga underarter finns listade i Catalogue of Life.